# 松島ヨットハーバー
松島ヨットハーバー（まつしまヨットハーバー）は、宮城県宮城郡松島町にある、県営ヨットハーバーである。

## 概要
福浦橋が真正面に見えて、県内学生のヨット部や社会人ヨットクラブなどが利用している。ディンギー、クルーザー、シーカヤックの倶楽部も利用しており、県内有数の泊地となっている。松島公園管理事務所という公的な施設を建設し、その上で一部をヨットクラブに開放した。構内には艇庫や、艤装するスペース、駐車場などがある。
松島ヨットハーバー運営委員会と宮城県松島公園管理事務所が独占的に使用しており、関係車両以外は進入禁止となっている。
松島ヨットハーバー関係者とは、
- 宮城県仙台第一高等学校ヨット部
- 宮城県塩釜高等学校ヨット部
- 東北学院大学学友会ヨット部
- 松島外洋ヨットクラブ（宮城県外洋帆走協会松島フリート）
- 松島ヨットクラブ
- レーザー仙台フリート
- 松島Coastal Kayac

の７団体である。それ以外の個人・団体の使用や寄港の可否は不明。
名取市の閖上港（閖上ヨットハーバー）にもディンギーなどのクラブが集まっている。
個人が所有するプレジャーボート（特に帆船）は電源や水道設備の整った七ヶ浜町の小浜港に集まっている（ビジター利用も可能）。

## アクセス
- 仙石線松島海岸駅から徒歩で5分
- 三陸沿岸道路松島海岸ICから車で6分

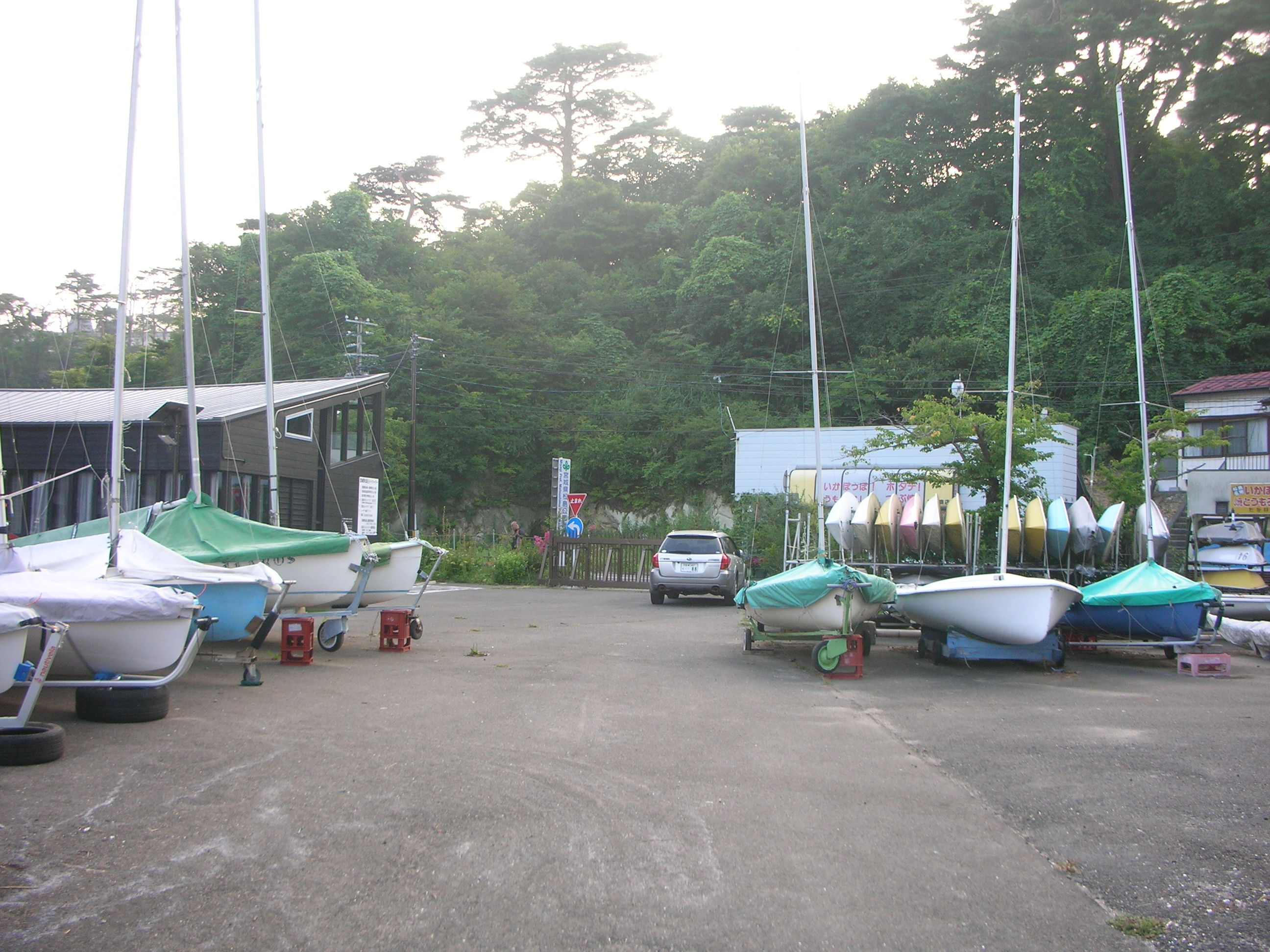
ハーバー構内
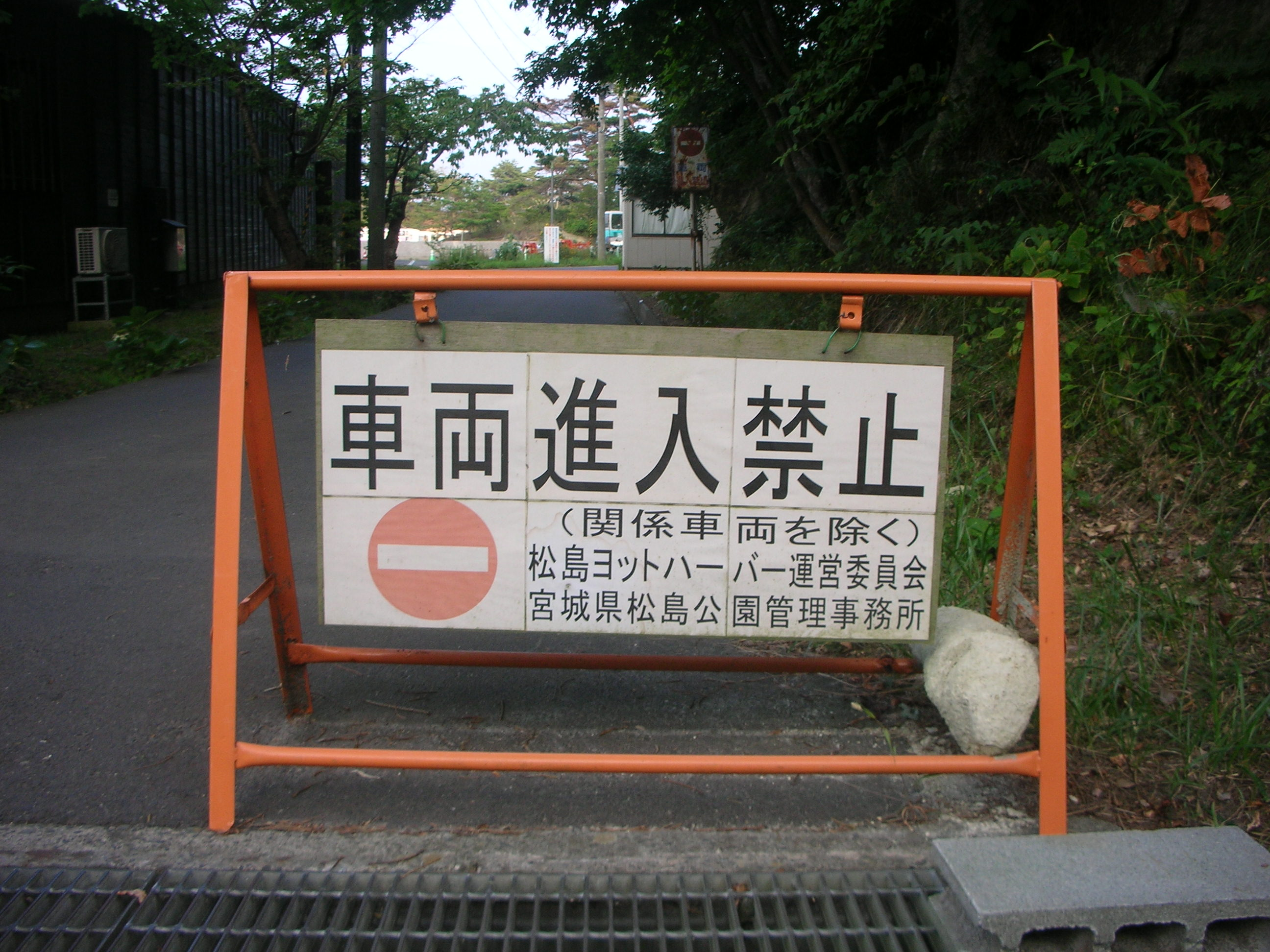
関係者以外車両進入禁止
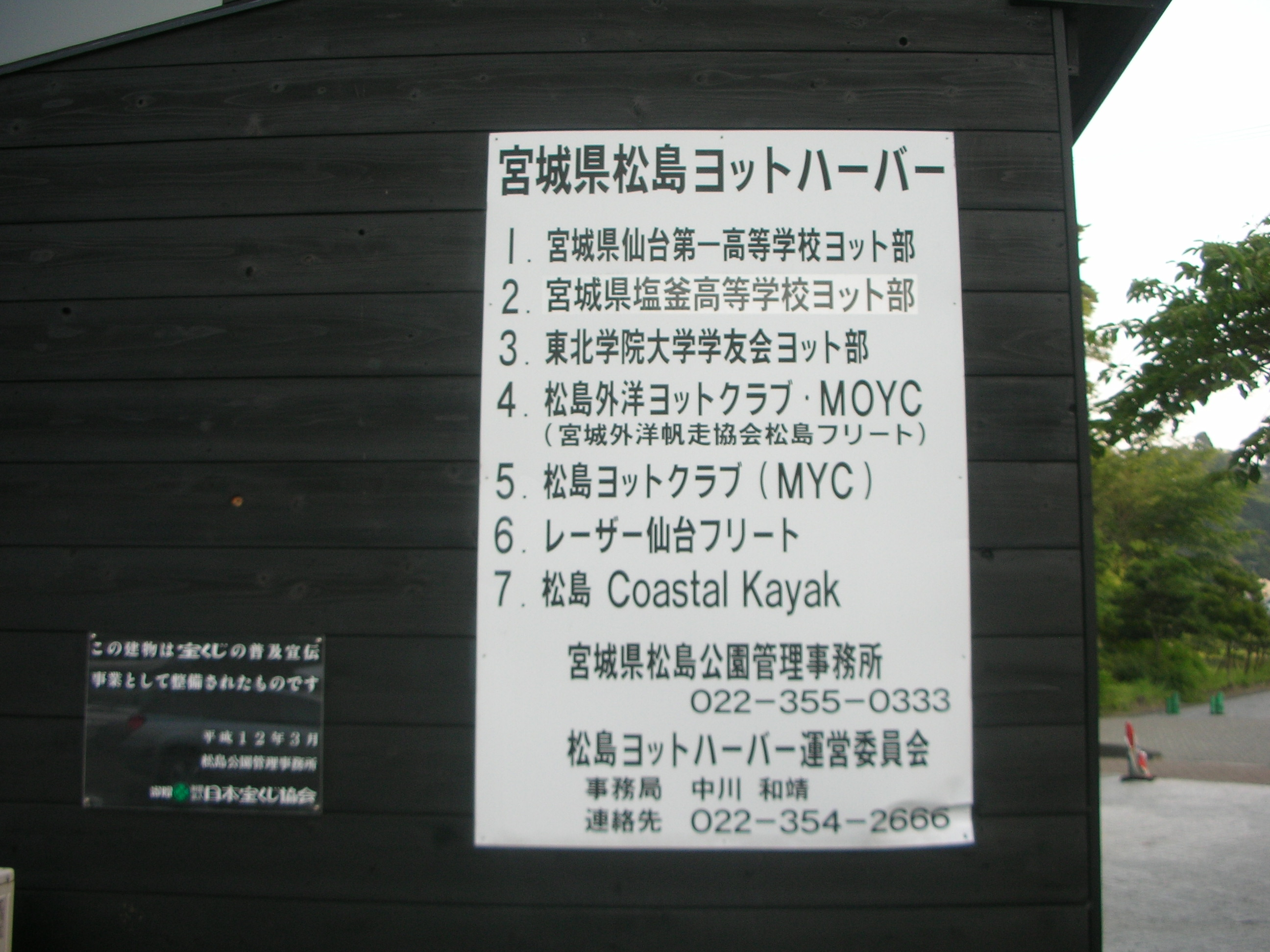
ヨットハーバー関係者